# La sembradora
La sembradora fue una telenovela mexicana producida por Valentín Pimstein para Telesistema Mexicano (hoy Televisa) en 1965. Fue protagonizada por Maricruz Olivier, Rafael Llamas y Carlos Navarro.

## Argumento
La historia de Mercedes, Eugenio y Horacio, tres jóvenes que dejan su pueblo natal de Sinaloa para estudiar en la capital. Los dos muchachos tienen novias esperándolos en el pueblo, pero ambos se sentirán atraídos por Mercedes.

## Elenco
- Maricruz Olivier - Mercedes
- Rafael Llamas - Horacio
- Carlos Navarro - Eugenio
- Graciela Doring - Inés
- Patricia Morán - Amanda
- Fedora Capdevilla - Matilde
- Fernando Mendoza - Juan
- Alicia Montoya - Petra
- Gloria Estrada - Dueña de la pensión
- Alberto Galán - José
- Tara Parra - Amapola "Ama"
- Ismael Valle - Faustini